# Die Geschichte vom Pfau und vom Sperling

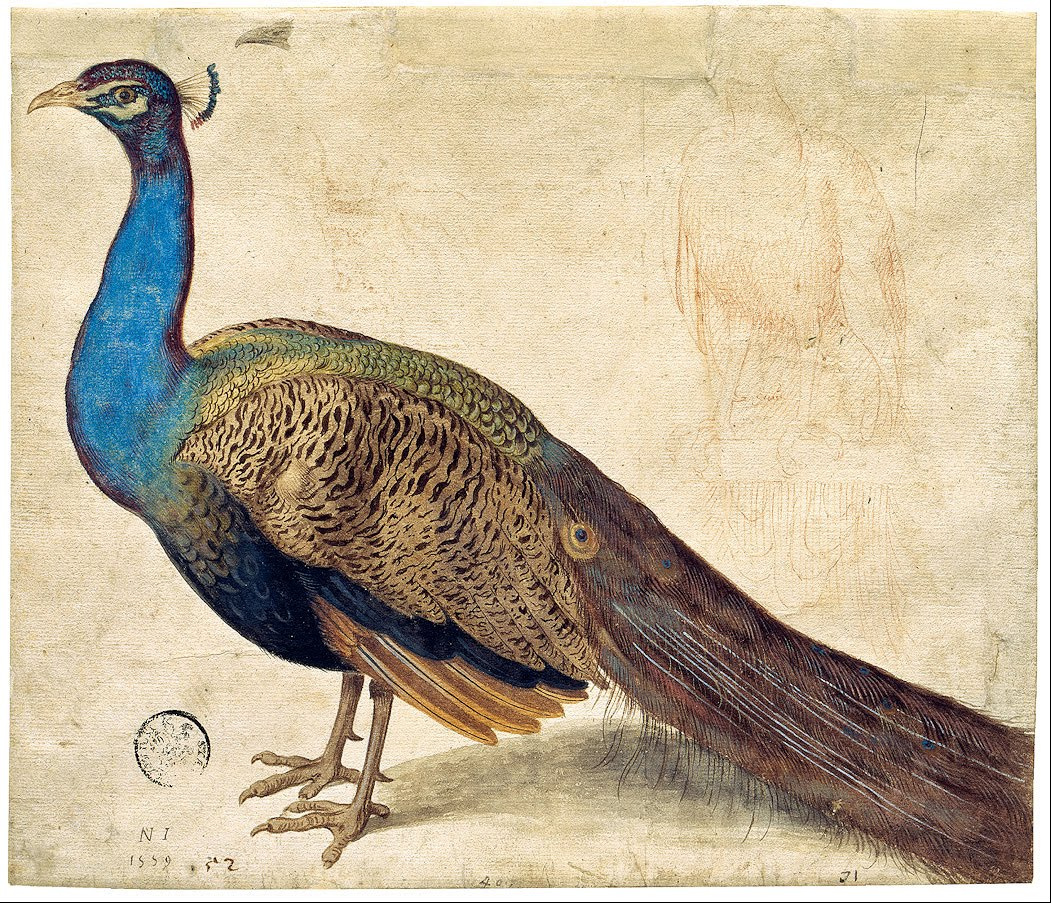
Der Pfau; Nicolaus Juvenel, 1559.

Die Geschichte vom Pfau und vom Sperling ist eine Erzählung aus den Geschichten aus Tausendundeine Nacht. In der Arabian Nights Encyclopedia wird sie als ANE 59 gelistet.
Die Fabel erzählt von der unabwendbaren Bestimmung des Schicksals.

## Handlung
Es war einmal ein Sperling, der jeden Tag von morgens bis abends einen der Könige der Vögel besuchte. Nun begab es sich, dass eine Schar von Vögeln sich auf einem Berg versammelte und darüber beriet einen König zu wählen, um ihre Streitereien zu beenden. Da schlug der Sperling vor, den Pfau auszuwählen. Die Vögel stimmten zu. Der Pfau herrschte gut über sie und machte den Sperling zu seinem Sekretär. Eines Tages kam der Sperling später als sonst und berichtete auf Nachfrage des Pfaus, dass er mitansehen musste, wie ein Vogelfänger seine Netzfalle aufgestellt hatte und ein Kranichpaar gefangen hatte. Auch erklärte der Sperling, dass er sein Nest wechseln wolle, doch der Pfau redete auf ihn ein, sein Heim nicht zu verlassen. Der Sperling folgte widerwillig dem Rat des Pfaus und blieb doch in Angst.
Als er eines Tages sah wie auf der Erde zwei andere Sperlinge miteinander stritten, wollte er den Streit schlichten, und wurde gemeinsam mit ihnen vom Netz des Vogelfängers gefangen. Der Sperling fluchte innerlich, da er sich wegen des Pfaus sicher gefühlt hatte, letztlich aber sein Schicksal nicht hatte abwenden können.

## Hintergrund
Die Kalkutta-II-Ausgabe der frühen arabischen Druckausgaben diente als Basis für die Sammlungen von Richard Francis Burton und Enno Littmann. Die Geschichte findet sich außerhalb von Tausendundeine Nacht-Kontexten bereits im Prinzenspiegel (Fakihat al-khulafa’) von Ibn Arabschah (15. Jahrhundert).

## Ausgaben
- Enno Littmann: Die Erzählungen aus den tausendundein Nächten, Insel Verlag, Frankfurt 1968, Band 2, S. 286–288.